# Shir Khan Bandar
Shērkhān Bandar (Paixtu/Dari: شېرخان بندر) és una ciutat fronterera afganesa i un port sec situat a la frontera entre l'Afganistan i Tadjikistan. Es troba a la província de Kunduz de l'Afganistan, al costat del riu Panj, prop de la frontera amb Tadjikistan. El port sec uneix Kunduz i Kabul a l'Afganistan amb Duixanbe a Tadjikistan. El seu antic nom era Qezel Qal'eh. Va ser rebatejat en honor a Sher Khan Nashir, Khan del clan Kharoti Nasher.
La ciutat va començar a créixer ràpidament després de la finalització del pont Tadjikistan-Afganistan en Panji Poyon l’any 2007. Aquest pont i la fàcil connectivitat amb el país veí van impulsar enormement el comerç entre l'Afganistan i Àsia central. Fins a 400 camions de transport passen per la ciutat cada dia, transportant mercaderies comercials d'un país a un altre. Aquest comerç també ha enriquit a molts comerciants locals.
El 22 de juny la ciutat va ser ocupada pels talibans, en el marc de l'ofensiva talibana de l'Afganistan del 2021.